# Madame Ugo
| Recensione           | Giudizio |
| -------------------- | -------- |
| Il Mucchio Selvaggio | 7/10     |

Madame Ugo è il terzo album di Fabio Cinti pubblicato nel 2013

## Tracce
Testi e musiche di Fabio Cinti, tranne dove indicato.
1. Che ci posso fare – 4:05
2. Sweet sorrow – 3:20 (testo di Fabio Cinti; musica di Fabio Cinti e Danilo Lo Santo)
3. Dicono di noi – 3:57
4. Devo – 3:36 (testo e musica di Franco Battiato)
5. L'amore qualunque – 3:15
6. Finisce l'estate – 3:38
7. Genet – 3:45 (testo e musica di Alex Turner)
8. Days like this – 2:31
9. Tensione onirica – 3:13
10. Flussi di pensieri nel sonno – 3:27 (testo di Fabio Cinti; musica di Fabio Cinti e Danilo Lo Santo)
11. E lei sparò feat. Paolo Benvegnù – 5:27